# Station Dąbrowa Namysłowska
Station Dąbrowa Namysłowska is een spoorwegstation in de Poolse plaats Dąbrowa.